# PDF24 Creator
PDF24 Creator ist eine Anwendungssoftware der geek Software GmbH zur Erstellung von PDF-Dateien aus beliebigen Anwendungen heraus. Das Programm ist unter einer proprietären Freeware-Lizenz veröffentlicht.
Die Software wird seit 2006 in Deutschland entwickelt. Sie ist in 34 Sprachen erhältlich, darunter Deutsch und Englisch.
Vom PDF24 Creator zu unterscheiden sind die kostenpflichtigen Programme ähnlichen Namens PDF-Creator, Jaws PDF Creator und PDF Creator Pilot sowie dem Freeware-Programm PDFCreator.

## Funktionen und Besonderheiten
PDF24 Creator wird als virtueller Drucker über einen Gerätetreiber im Betriebssystem installiert. Dadurch können PDF-Dateien direkt aus jeder Anwendung erstellt werden, die eine Druckfunktion bereitstellt. Die an den vermeintlichen Drucker gesendeten Daten werden verwendet, um eine PDF-Datei zu erstellen. Dazu nutzt PDF24 Creator den freien PDF-Interpreter Ghostscript, der als private Instanz für PDF24 Creator automatisch mitinstalliert wird.
Bei der Umwandlung, also dem virtuellen Ausdrucken des Dokuments in eine PDF-Datei wird automatisch ein Assistent geöffnet, über den Einstellungen vorgenommen werden können. Eine Besonderheit von PDF24 Creator ist das Zusammenfügen mehrerer Dokumente in ein PDF. Weitere Merkmale sind:
- Mehrere PDF-Dateien verbinden
- Mehrere PDF-Drucker mit verschiedenen Aufgaben
- Seiten extrahieren, entfernen, einfügen, drehen
- Integrierte Vorschau zur PDF-Bearbeitung
- PDF signieren, verschlüsseln und Passwort entfernen
- PDF-Informationen (Autor, Titel usw.) ändern
- PDF-Dateien komprimieren und verkleinern
- Ein Wasserzeichen integrieren und stempeln
- Mit einem digitalen Briefpapier verbinden
- Von und nach PDF konvertieren
- Text per OCR erkennen
- Schlanker PDF-Reader zum Anzeigen von PDF

## Verbreitung und Anwendungsgebiete
PDF24 Creator liegt bei Chip Online in der Kategorie „PDF Software“ mit aktuell (10. September 2020) über 8 Millionen Downloads auf Platz 3. Im Downloadportal von Computer Bild liegt PDF24 Creator mit knapp 600.000 Downloads auf Platz 3 in der Kategorie „PDF bearbeiten & umwandeln“. Daraus lässt sich schließen, dass PDF24 Creator zusammen mit PDFCreator zu den beliebtesten PDF-Druckern im deutschsprachigen Raum gehört.
Der Hersteller geek Software GmbH wendet sich mit dem Produkt nicht nur an Privatpersonen, sondern auch an Unternehmen und bietet ein MSI-Paket, welches das Verteilen der Software in Windows-Netzwerken vereinfachen soll. Seit Version 2.6.2 (2009) wird auch die Installation auf Terminalservern unterstützt.

## Wichtige Versionen
Folgende Übersicht enthält nur die wichtigsten Versionen mit markanten Änderungen vom PDF24 Creator. Eine detaillierte Auflistung aller veröffentlichten Versionen ist im offiziellen Changelog der Software zu finden.
| Version | Anmerkungen und relevante Änderungen |
| ------- | --- |
| 1.0     | Beinhaltet den PDF-Drucker, mit dem über einen virtuellen Drucker PDF-Dateien erstellt werden können. Ein Installer installiert die Version zusammen mit Ghostscript auf dem Betriebssystem. |
| 2.0     | Erweitert die Software um eine Bearbeitungsoberfläche, mit der PDF-Dateien zusammengefügt, geteilt, Seiten extrahiert und verschoben werden können. Ein verbesserter Updatemechanismus und eine verbesserte PDF-Druckertreiberinstallation sind ebenfalls Bestandteil dieser Version.                                                                       |
| 2.5     | Bringt Unterstützung für verschiedene Ausgabeprofile mit Eigenschaften zur Speicherung von Dateien. Die Funktion zum Signieren von PDF-Dateien wurde integriert. Der Einstellungsbereich wurde erweitert. Eine E-Mail-Funktion wurde im Assistenten aufgenommen. Die Unterstützung für Windows 7 wurde verbessert.                                          |
| 2.6     | Erweitert die Software und macht sie mehrbenutzertauglich. Eine weitere Neuerung ist die PDF-Screen-Capture-Funktion. Ein Windows Tray Icon wurde integriert. Neue PDF-Druckertreiber für Windows Vista und Windows 7 kommen zum Einsatz. Der Einstellungsbereich wurde erweitert. Die Programmeinstellungen wurden von den Benutzereinstellungen getrennt. |
| 2.6.2   | Unterstützung Windows-Terminalserver |
| 2.6.3   | Kann Bilder über die TWAIN-Schnittstelle importieren und so Daten vom Scanner oder einer Kamera lesen. |
| 2.7.0   | Unterstützung für alternative Ausgabeformate, wie PS, EPS, PNG, JPEG, TIFF. |
| 2.8.6   | Verbessert das Rendering einiger Oberflächen der Software. Der Assistent wurde neu gestaltet. |
| 2.8.7   | Verbessert die Installation des PDF-Druckertreibers und die Software kann ohne Benutzerinteraktion installiert werden. |
| 2.9.0   | Unterstützung von PDF/X und PDF/A. PDF-Ausgabeprofile können direkt im Assistenten ausgewählt werden. |
| 3.3.0   | Erweitert die Software um PDF-Wasserzeichen und ein Stempel-Feature. |
| 3.4.0   | Kann eine PDF-Datei mit einem digitalen Briefpapier verbinden. |
| 4.0.0   | Unterstützt einen optionalen Fax-Drucker und ein Fax-Tool, mit dem man Faxe über den PDF24-Fax-Service versenden kann. |
| 6.7.0   | Der PDF24 PDF Online Converter wurde an die Software angebunden, mit dem Dateien über das Internet nach PDF konvertiert werden können, falls eine lokale Konvertierung nicht möglich ist. |
| 7.0.0   | Der Assistent hat eine neue Benutzeroberfläche bekommen. Ebenfalls gibt es eine Integration des Kontextmenüs von Dateien im Windows Explorer. |
| 7.4.0   | Neues Tool zum Komprimieren von PDF-Dateien |
| 7.8.0   | Optionales PDF24 Mail Interface, für Anwender, die keinen E-Mail-Client eingerichtet haben |
| 8.0.0   | pdf24.exe als Windows-Systemdienst und Cloud-Druckfunktion |
| 8.1.0   | Unter anderem automatische Seitennummerierung |
| 8.2.0   | Unterstützt hochauflösende Displays und DPI-Skalierung unter Windows. Alle grafischen Oberflächen wurden dazu überarbeitet. |
| 8.3.0   | Größeres Update mit vielen neuen Features, Verbesserungen und Fehlerbehebungen |
| 8.4.0   | Crop-Feature, um Beschnitt zu Seiten in der PDF zuzufügen |
| 8.5.0   | Unterstützt 256-Bit-AES-Verschlüsselung |
| 8.7.0   | Vollwertiger ressourcensparender PDF Reader integriert. Die Lauffähigkeit unter Windows XP wird nicht mehr garantiert. |
| 8.8.0   | OCR Komponente (Tesseract) zum Erkennen von Text in gescannten Dateien |
| 10.0.0  | PDF24 Toolbox hinzugefügt, die alle online PDF Tools von PDF24 offline verfügbar macht. Alle Dateien werden hier offline verarbeitet. Der Datenschutz ist auf diese Weise gewährleistet. |